# Ramiro Valdés Menéndez
Ramiro Valdes Menéndez (Havana, 28 de Abril de 1932) é um militar e político cubano, comandante da Revolução Cubana.
Aos 21 anos participou no assalto ao quartel Moncada e é preso devido a este assalto na Ilha de Pinos. Em Maio de 1955 sai em liberdade pela amnistia que lhe concede o governo de Fulgencio Batista, devido às pressões populares. Posteriormente muda para o México, e ali se prepara para participar na expedição do Granma, a qual finalmente desembarca em 2 de Dezembro de 1956 com um total de 82 expedicionários. Na luta insurrecta da Sierra Maestra pertenceu primeiramente à Coluna 1 comandada por Fidel, à Coluna 4 e posteriormente foi segundo-chefe da Coluna 8 “Ciro Redondo” liderada por Che Guevara. 
É designado Ministro do Interior em 1961. Em 1979 é chamado novamente para ocupar o mesmo posto. Como Ministro do Interior é o responsável por duras e encarniçadas medidas de repressão contra dissidentes, opositores políticos e homossexuais.
Valdés foi responsável pela criação da Dirección General de Inteligencia cubana (o temível "G2", como é conhecido entre os cubanos, uma réplica do KGB), que desde 1955 recebeu assessoria directa da Stasi alemã-oriental e se desenvolveu como uma das principais agências de "segurança" e espionagem a nível mundial, encarregue da vigilância.
Actualmente faz parte do Gabinete Executivo no Governo transitório de Raúl Castro como Ministro da Informática. É encarado como possível sucessor de Fidel Castro, representando a linha mais conservadora comunista.